# Vaughn Meader
Abbot Vaughn Meader (Waterville, 20 marzo 1936 – Dallas, 29 ottobre 2004) è stato un comico e imitatore statunitense.
Raggiunse la fama con la pubblicazione dell'album The First Family, una presa in giro nei confronti del Presidente degli Stati Uniti John F. Kennedy. La fortuna della pubblicazione cessò con l'assassinio del presidente nel 1963.

## Biografia
Meader nacque a Waterville, nello stato del Maine, durante uno dei peggiori diluvi che abbiano mai colpito il New England (egli stesso affermava di esser nato "nella notte che trascinò via il West Bridge"). Si arruolò nell'esercito degli Stati Uniti non appena terminati gli studi alla Brookline High School, vicino a Boston. In Germania conobbe la moglie e mentre era nell'esercito fece parte di un complessino.
Meader cominciò la sua carriera come cantante e musicista di pianoforte. Tornato dalla Germania, durante la recita di una commedia, a New York, venne scoperta la sua abilità nell'imitare il presidente John F. Kennedy. Il suo accento del New England assomigliava molto a quello di Harvard di Kennedy e affinché la sua voce fosse davvero perfetta bastava solamente un lieve ritocco. Aveva inoltre acquisito sufficiente esperienza con le espressioni facciali, tanto da dar vita ad una imitazione molto somigliante.

### The First Family
Nel 1962 assieme agli scrittori Bob Booker e Earle Doud e a un piccolo cast di attori incise The First Family, che ottenne il record di album venduto più velocemente negli Stati Uniti. A Natale raggiunse il milione di copie vendute. Un anno dopo arrivò a registrare 7 milioni e mezzo di copie (all'epoca un record per un album-commedia). Meader, ancora molto giovane, ricco e famoso, era un personaggio molto richiesto. Si occuparono di lui importanti riviste quali Time e Life, e apparve a The Ed Sullivan Show.
All'epoca molti americani impararono le frasi del disco (caratterizzando le parole con la pronuncia reale del presidente). L'album portava al grande pubblico tutte le sfaccettature del personaggio di cui si faceva gioco e della sua famiglia: oltre ai modi di fare del presidente, parlava anche dei bambini alla Casa Bianca o del modo di riarredare la casa di Jackie Kennedy.
La parodia fu accolta bene. Lo stesso Kennedy, che era solito rendere noto di aver regalato per Natale diverse copie di The First Family, una volta salutò un gruppo del Consiglio Nazionale Democratico dicendo "Vaughn Meader era troppo impegnato stasera, così sono venuto io". A una conferenza stampa, quando gli fu chiesto se l'album avesse suscitato in lui un sentimento più seccato o piuttosto di ilarità, rispose in modo simpatico: "Ho ascoltato il disco del signor Meader e, francamente, credo che suoni più simile a Teddy che a me. Così ora è lui ad esser seccato."
The First Family vinse un Grammy Award come album dell'anno nel 1963. In marzo dello stesso anno Meader incise un seguito, The First Family Volume Two, un misto di recitazioni e canzoni in cui si esibiscono attori e comici ritraendo i vari membri della famiglia Kennedy e dello staff della Casa Bianca.

### L'assassinio di Kennedy
Dopo l'omicidio del presidente Kennedy, in Texas, nel novembre del 1963, le vendite dell'album crollarono. Nei negozi il disco fu rimosso dagli scaffali e prese il sopravvento il cordoglio nazionale. Le pallottole che uccisero Kennedy uccisero in un certo senso Meader stesso. Le sue parodie non furono più di nessun interesse e addirittura gli spettacoli in programma furono cancellati, incluso quello per lo show dei Grammy Award, il Joey Bishop Show e To Tell the Truth.
Lenny Bruce, comico d'avanguardia e autore satirico, apparve in un nightclub di New York il giorno dell'assassinio di Kennedy esclamando: "Povero Meader!". Effettivamente, Meader scoprì che era completamente Kennedy-dipendente, nessun altro suo talento era richiesto dal pubblico o avrebbe riscosso successo. Incise altri comedy album per la Verve Records, parlando di molti argomenti, senza citare Kennedy, ma le vendite furono praticamente inesistenti.
Meader si ritrovò disoccupato, e senza più quelle entrate in denaro che lo avevano reso ricco in poco tempo, cadde in depressione. I suoi nuovi album non interessavano più a nessuno. Prese a farsi chiamare col suo nome di battesimo, Abbot, giurò di non fare mai più un'imitazione del presidente, cominciò ad assumere alcol e droghe.

### La vita successiva
Meader provò diverse volte a risollevare la sua carriera, ma non riuscì mai a ottenere un successo reale. Apparve brevemente nel 1974 nel film Linda Lovelace for president e nel comedy-album di Rich Little, The First Family Rise Again, una parodia di Ronald Reagan. Nel Maine divenne un modesto interprete di musica country e bluegrass.
Meader si sposò quattro volte, il suo ultimo matrimonio fu con Sheila e durò 16 anni, fino alla sua morte. La coppia visse per un breve periodo a Gulfport, in Florida, tra il 1999 e il 2002, successivamente tornò nel Maine.

## Curiosità
- Tra la collezione di album di Elvis Presley è presente The First Family.